# Ikenya Browne
Ikenya Browne (ur. 20 września 1990) – anguilski piłkarz grający na pozycji obrońcy, reprezentant Anguilli, grający w reprezentacji w 2011 roku.

## Kariera reprezentacyjna
Ikenya Browne rozegrał w reprezentacji dwa oficjalne spotkania podczas eliminacji do MŚ 2014. W pierwszym spotkaniu, jego ekipa na wyjeździe podejmowała drużynę Dominikany. Anguilla przegrała 0-2. W 82. minucie Browne zmienił Javille'a Brooksa. W drugim meczu Anguilla znowu podejmowała Dominikanę, której uległa 0-4. Browne ponownie wszedł z ławki rezerwowych, w 64. minucie zmieniając Damiana Baileya.

## Mecze w reprezentacji
| Lp. | Data          | Miejsce       | Sędzia główny | Gospodarz  | vs | Gość     | Wynik | Uwagi          |
| --- | ------------- | ------------- | ------------- | ---------- | -- | -------- | ----- | -------------- |
| 1.  | 8 lipca 2011  | San Cristóbal | Neal Brizan   | Dominikana | –  | Anguilla | 2:0   | el. do MŚ 2014 |
| 2.  | 10 lipca 2011 | San Cristóbal | Marcos Brea   | Dominikana | –  | Anguilla | 4:0   | el. do MŚ 2014 |